# Murat-sur-Vèbre
Murat-sur-Vèbre är en kommun i departementet Tarn i regionen Occitanien i södra Frankrike. Kommunen ligger i kantonen Murat-sur-Vèbre som tillhör arrondissementet Castres. År 2022 hade Murat-sur-Vèbre 851 invånare.

## Befolkningsutveckling
Antalet invånare i kommunen Murat-sur-Vèbre
| Referens: INSEE |